# Nihon Bussan
Nihon Bussan K.K. (jap. 日本物産株式会社, Nihon Bussan Kabushiki kaisha, engl. Nihon Bussan Co., Ltd.) ist ein japanischer Computerspiel-Hersteller, der hauptsächlich unter dem Namen Nichibutsu (ニチブツ) bekannt ist. Als Logo führt das Unternehmen eine Eule. Die Zentrale befindet sich in Kita-ku, Osaka.
Gegründet im Jahre 1970, begann die Firma ab 1978 Videospiele herzustellen. Ab Mitte der 1980er Jahre produzierte Nichibutsu Strip Mahjong Spiele. Ihr letztes Arcade-Spiel brachte das Unternehmen im Jahre 1988 unter dem Titel „Tatakae! Big Fighter“ auf den Markt. Ihren Höhepunkt erreichte Nichibutsu in den 1980er Jahren mit den Titeln Moon Cresta und Crazy Climber.

## Liste der Nihon Bussan Spiele (Auszug)
| - 1978 Moon Base - 1980 Crazy Climber - 1981 Frisky Tom - 1982 Wiping - 1985 Galivan - 1987 Booby Kids - 1988 Crazy Climber 2 - 1990 Die Hard | - Hihoo! (1987) - Hihoo!2 (1987) - Quiz DE Date (1991) - Miracle Q (1991) - Kotaemon kachi (1991) - TECHNO DOOL (1991) - Oh! Pyepee (1988) - Tougenkyou (1988) - Pairs (1989) - F1 Circus - Kōryaku Casino Bar - 1983 Jangō Lady - 1986 Second Love - 1990 Mahjong Triple Wars - 1991 Mahjong Vanilla Syndrome - 1994 Sailor Wars |